# Bottiella niceforei
Bottiella niceforei är en kräftdjursart som först beskrevs av Schmitt och Pretzmann 1968.  Bottiella niceforei ingår i släktet Bottiella och familjen Trichodactylidae. IUCN kategoriserar arten globalt som livskraftig. Inga underarter finns listade i Catalogue of Life.